# نسيج حبيبي

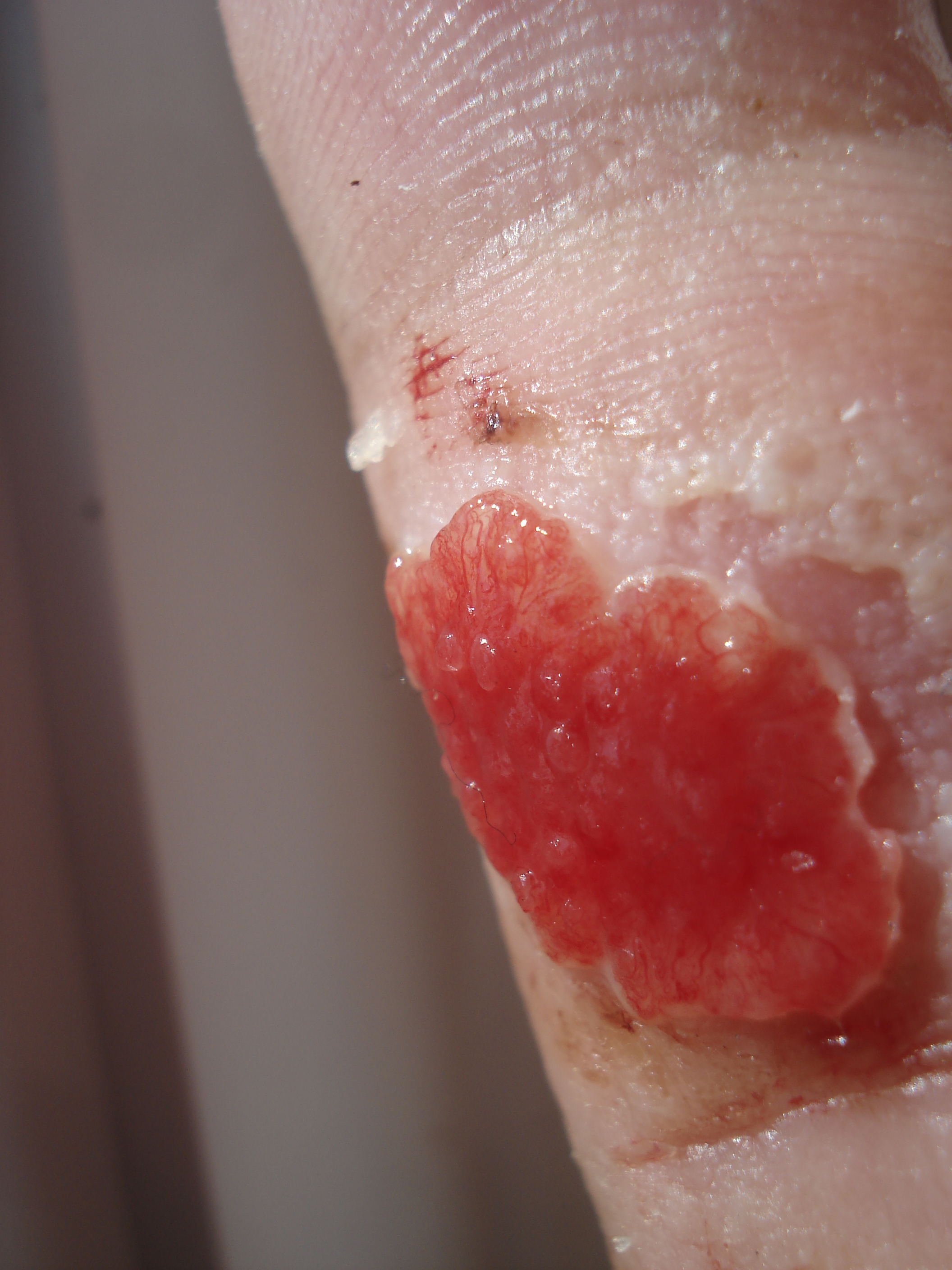
نسيج حبيبي في جرح في الاصبع

النسيج الحبيبي (بالإنجليزية: Granulation Tissue)‏ هو ذلك النسيج الضام الليفي الذي يحلُّ محلَّ جلطة الفبرين في عملية التئام الجروح. ينمو النسيج الحبيبي من قاعدة الجرح حتى يملأ الجرح كاملًا أيًا كان حجمه. قد يوجد نسيج حبيبي أيضا في حالات القرح.

## الشكل
- اللون: وردي غامق أو أحمر فاتح، نتيجة الشعيرات الدموية المنشأة حديثا.
- الملمس: ناعم، رطب.
- المظهر: حبيبي الشكل (لذلك سمي نسيج حبيبي).